# World Series 1968
Le World Series 1968 sono state la 65ª edizione della serie di finale della Major League Baseball al meglio delle sette partite tra i campioni della National League (NL) 1968, i St. Louis Cardinals, e quelli della American League (AL), i Detroit Tigers. A vincere il loro terzo titolo furono i Tigers per quattro gare a tre.
I Tigers rimontarono ai Cardinals campioni in carica uno svantaggio di 3–1 vincendo le ultime tre sfide, in gran parte grazie alle prestazioni dell'MVP Mickey Lolich, che al 2017 rimane l'ultimo lanciatore a vincere tre gare complete in una singola edizione delle World Series (le tre vittorie furono replicate da Randy Johnson nel 2001, ma Johnson iniziò come partente solo due gare).

## Sommario
Detroit ha vinto la serie, 4-3.
| Gara | Data       | Punteggio                                    | Stadio                 | Tempo | Pubblico |
| ---- | ---------- | -------------------------------------------- | ---------------------- | ----- | -------- |
| 1    | 2 ottobre  | Detroit Tigers – 0, St. Louis Cardinals – 4  | Busch Memorial Stadium | 2:29  | 54.692   |
| 2    | 3 ottobre  | Detroit Tigers – 8, St. Louis Cardinals – 1  | Busch Memorial Stadium | 2:41  | 54.692   |
| 3    | 5 ottobre  | St. Louis Cardinals – 7, Detroit Tigers – 3  | Tiger Stadium          | 3:17  | 53.634   |
| 4    | 6 ottobre  | St. Louis Cardinals – 10, Detroit Tigers – 1 | Tiger Stadium          | 2:34  | 53.634   |
| 5    | 7 ottobre  | St. Louis Cardinals – 3, Detroit Tigers – 5  | Tiger Stadium          | 2:43  | 53.634   |
| 6    | 9 ottobre  | Detroit Tigers – 13, St. Louis Cardinals – 1 | Busch Memorial Stadium | 2:26  | 54.692   |
| 7    | 10 ottobre | Detroit Tigers – 4, St. Louis Cardinals – 1  | Busch Memorial Stadium | 2:07  | 54.692   |

## Hall of Famer coinvolti
- Umpire: Doug Harvey
- Tigers: Al Kaline, Eddie Mathews
- Cardinals: Red Schoendienst‡ (man.), Lou Brock, Steve Carlton, Orlando Cepeda, Bob Gibson

‡ introdotto come giocatore